# Януш Заренкевич
Януш Заренкевич (пол. Janusz Zarenkiewicz; 3 серпня 1959) — польський боксер, призер Олімпійських ігор і чемпіонату Європи серед аматорів.

## Аматорська кар'єра
П'ять разів був чемпіоном Польщі.
1985 року завоював бронзову медаль на чемпіонаті Європи.
- У чвертьфіналі переміг Б'яджо К'янезе (Італія) — 5-0
- У півфіналі не вийшов через травму проти В'ячеслава Яковлєва (СРСР)

На чемпіонаті світу 1986 програв у першому бою В'ячеславу Яковлєву (СРСР).
На чемпіонаті Європи 1987 програв у першому бою Уллі Кадену (НДР).
На Олімпійських іграх 1988 завоював бронзову медаль.
- У 1/8 фіналу переміг Гарольда Арройо (Пуерто-Рико) — 5-0
- У чвертьфіналі переміг Андреаса Шнідерса (ФРН) — 3-2
- У півфіналі не вийшов проти Леннокса Льюїса